# حياوية (مشرحات)
حياوية (بالفارسية: حیاویه) هي قرية تقع في إيران في قسم مشرحات الريفي. يقدر عدد سكانها بـ 116 نسمة بحسب إحصاء 2016.